# Liste der Gefäßpflanzen Deutschlands/Y
- Ysop (Hyssopus officinalis) - Familie: Lamiaceae